# فهرست امرا و سرداران تک-ستاره شاغل در نیروهای مسلح جمهوری اسلامی ایران
این فهرست شامل امرا و سرداران شاغل در نیروهای مسلح جمهوری اسلامی ایران است که درجه تک-ستاره دارند. درجه تک-ستاره در سازمان رزم ارتش جمهوری اسلامی ایران برای نیروی دریایی، دریادار و برای سایر نیروها، سرتیپ است. همچنین در سازمان رزم سپاه پاسداران انقلاب اسلامی برای نیروی دریایی، «دریادار پاسدار» و برای سایر نیروها، «سرتیپ پاسدار» است. سرداران تک-ستاره فرماندهی انتظامی جمهوری اسلامی ایران که سابقهٔ خدمت در سپاه پاسداران یا کمیته انقلاب اسلامی داشته باشند، عنوان «سرتیپ پاسدار» دریافت خواهند کرد. برخی از نظامیان ایرانی، پس از درگذشت‌شان، این درجه را به صورت افتخاری دریافت کرده‌اند.
در مراحل ترفیع یک امیر یا سردار، از سرتیپ دوم به سرتیپ، ابتدا به وضعیت «سرتیپی موقت»، و سپس به وضعیت «سرتیپی دائم» ارتقاء می‌یابد. تمام مراحل ارتقای درجه امرا و سرداران، با تأیید فرمانده کل نیروهای مسلح انجام می‌شود.

## ارتش
- سرتیپ محمدحسین دادرس (جانشین فرمانده کل ارتش)[۲]
- دریادار حبیب‌الله سیاری (معاون هماهنگ‌کننده ارتش)
- سرتیپ حسن شاه‌صفی (جانشینِ معاون هماهنگ‌کننده ارتش)[۳]
- دریادار سید محمود موسوی (معاون عملیات)[۴]
- سرتیپ محمد محمودی (معاون اجرایی و فرمانده بسیج ارتش)[۵]
- سرتیپ مسعود مقدس (معاون طرح و برنامه و بودجه)[۶]
- سرتیپ عباس جعفری‌نیا (معاون اطلاعات)[۷]
- سرتیپ ابوالفضل سپهری‌راد (معاون بازرسی)[۸]
- سرتیپ علیرضا شیخ (معاون تربیت و آموزش)[۹]
- دریادار محمد پورکلهر (معاون نیروی انسانی)[۱۰]
- سرتیپ کیومرث حیدری (فرمانده نیروی زمینی)[۱۱]
- سرتیپ نوذر نعمتی (جانشین فرمانده نیروی زمینی)[۱۲]
- سرتیپ یوسف قربانی(معاون هماهنگ‌کننده نیروی زمینی)[۱۳]
- سرتیپ کیومرث شرفی (معاون اجرایی نیروی زمینی)[۱۴]
- سرتیپ کریم چشک (معاون عملیات نیروی زمینی)[۱۵]
- دریادار شهرام ایرانی (فرمانده نیروی دریایی)
- دریادار حمزه‌علی کاویانی (جانشین فرمانده نیروی دریایی)[۱۶]
- دریادار بابک بلوچ (معاون هماهنگ‌کننده نیروی دریایی)[۱۷]
- سرتیپ حمید واحدی (فرمانده نیروی هوایی)[۱۸]
- سرتیپ علی‌اکبر طالب‌زاده (جانشین فرمانده نیروی هوایی)[۱۹]
- سرتیپ علیرضا صباحی‌فرد (فرمانده نیروی پدافند هوایی[۲۰] و فرمانده قرارگاه پدافند هوایی خاتم‌الانبیا)
- سرتیپ علیرضا الهامی (جانشین فرمانده نیروی پدافند هوایی)[۲۱]
- سرتیپ محمد یوسفی خوش‌قلب (معاون هماهنگ‌کننده نیروی پدافند هوایی)[۲۲]
- سرتیپ محمد اکرمی‌نیا (معاون هماهنگ‌کننده سازمان عقیدتی سیاسی)[۲۳]
- سرتیپ علی حاجیلو (فرمانده قرارگاه منطقه‌ای شمال‌غرب نزاجا)[۲۴]
- سرتیپ رضا آذریان (فرمانده پیشین قرارگاه منطقه‌ای شمال‌شرق نزاجا)[۲۵]
- سرتیپ حمزه بیدادی (فرمانده قرارگاه منطقه‌ای جنوب‌غرب نزاجا)[۲۶]
- سرتیپ سیروس امان‌الهی (فرمانده قرارگاه منطقه‌ای شمال‌شرق نزاجا)[۲۷]
- سرتیپ امیر غلامعلیان (فرمانده قرارگاه منطقه‌ای جنوب‌شرق نزاجا)[۲۸]
- سرتیپ ابوالقاسم رضایی (فرمانده ارشد ارتش در استان‌های فارس و کهگیلویه و بویراحمد)[۲۹]
- سرتیپ احمدرضا پوردستان (رئیس مرکز مطالعات راهبردی)[۳۰]
- سرتیپ حسین ولیوند (فرمانده دانشگاه فرماندهی و ستاد آجا)[۳۱]
- سرتیپ رضا خرم‌طوسی (رئیس هیئت مدیره بنیاد تعاون، فرمانده قرارگاه اقتصاد مقاومتی ارتش و مشاور فرمانده کل ارتش)[۳۲]
- سرتیپ قادر رحیم‌زاده (مشاور عالی فرمانده کل ارتش)
- سرتیپ احمد دادبین (مشاور فرمانده کل ارتش)
- سرتیپ سید حمیدرضا طباطبایی (مشاور فرمانده کل ارتش)
- دریادار ابراهیم اشکان (مشاور فرمانده کل ارتش)[۳۳]
- دریادار پیمان جعفری (مشاور فرمانده کل ارتش)[۳۴]
- دریادار حسین خانزادی (دستیار فرمانده کل ارتش در امور راهبردی)[۳۵]
- سرتیپ فرزاد اسماعیلی (دستیار ویژه فرمانده کل ارتش در امور پدافند هوایی)[۳۶]
- سرتیپ ناصر آراسته (جانشین رئیس گروه مشاوران نظامی فرمانده کل قوا و مشاور در امور زمینی و نیز رئیس هیئت معارف جنگ)[۳۷]
- سرتیپ حبیب بقایی (مشاور فرمانده کل قوا)[۳۸]
- سرتیپ سید حسام هاشمی (مشاور فرمانده کل قوا و رئیس شورای سیاست‌گذاری در امور حفاظت اطلاعات)[۳۹]
- سرتیپ محمدرضا قرایی آشتیانی (جانشین رئیس ستاد‌ کل نیروهای مسلح)
- سرتیپ محسن دره‌باغی (معاون آماد، پشتیبانی و تحقیقات صنعتی ستاد کل نیروهای مسلح)[۴۰]
- سرتیپ محمدحسن باقری (معاون آموزش و پژوهش ستاد کل نیروهای مسلح)
- سرتیپ محمد احدی (معاون همکاری‌های بین‌المللی ستاد کل نیروهای مسلح)[۴۱]
- سرتیپ محمود شیخ‌حسنی (معاون آموزش و تربیت ستاد کل نیروهای مسلح)[۴۲]
- سرتیپ احمد میقانی (جانشین معاون امور راهبردی و اشراف کلی ستاد کل نیروهای مسلح)
- سرتیپ بهمن بهمرد (جانشین معاون عملیات ستاد کل نیروهای مسلح)[۴۳]
- سرتیپ ابراهیم گلفام (جانشین معاون فرهنگی و تبلیغات دفاعی ستاد کل نیروهای مسلح)[۴۴]
- سرتیپ سلیمان کامیابی‌نیا (جانشین معاون نیروی انسانی ستاد کل نیروهای مسلح)[۴۵]
- سرتیپ فرهاد آریان‌فر (رئیس اداره آمادگی رزمی ستاد کل نیروهای مسلح)[۴۶]
- سرتیپ مصطفی سلامی (مشاور عالی رئیس ستاد کل نیروهای مسلح در قرارگاه مرکزی خاتم‌الانبیا)
- سرتیپ نبی سهرابی (جانشین رئیس بنیاد حفظ آثار و نشر ارزش‌های دفاع مقدس)
- سرتیپ پرویز هاشمی (معاون عملیات قرارگاه مرکزی خاتم‌الانبیا)
- سرتیپ علی جهانشاهی (جانشین معاون نظارت و ارزیابی میدانی قرارگاه مرکزی خاتم‌الانبیا)
- سرتیپ محمد قراباغی (؟ قرارگاه مرکزی خاتم‌الانبیا)
- سرتیپ علی آراسته (؟ قرارگاه مرکزی خاتم‌الانبیا)
- سرتیپ عبدالعلی پورشاسب (جانشین رئیس پژوهشگاه علوم و معارف دفاع مقدس)
- سرتیپ حسین شکوهی (معاون پژوهشی پژوهشگاه علوم و معارف دفاع مقدس)[۴۷]
- سرتیپ عزیز نصیرزاده (وزیر دفاع و پشتیبانی نیروهای مسلح)
- دریادار مهدی خواجه‌امیری (معاون هماهنگ‌کننده وزیر دفاع و پشتیبانی نیروهای مسلح)[۴۸]
- سرتیپ سعید شعبانیان (دستیار وزیر دفاع و پشتیبانی نیروهای مسلح در امور راهبردی)
- سرتیپ شاهرخ شهرام (رئیس گروه مشاوران وزیر دفاع و پشتیبانی نیروهای مسلح و مشاور وزیر در پدافند هوایی)
- دریادار امیر رستگاری (مدیرعامل صنایع الکترونیک ایران)
- سرتیپ محمدحسن نامی (معاون سابق وزیر کشور و رئیس سازمان مدیریت بحران کشور)[۴۹]

## سپاه
- دریادار پاسدار علی فدوی (جانشین فرمانده کل سپاه)
- سرتیپ پاسدار محمدرضا نقدی (معاون هماهنگ‌کننده)
- سرتیپ پاسدار علی فضلی (جانشین معاون هماهنگ‌کننده)
- سرتیپ پاسدار رضامحمد سلیمانی (معاون بازرسی)
- سرتیپ پاسدار احمد کریمی (معاون نیروی انسانی)[۵۰]
- سرتیپ پاسدار ابوالقاسم چمن (معاون اجرایی)[۵۱]
- سرتیپ پاسدار محمد کرمی (فرمانده نیروی زمینی)
- سرتیپ پاسدار روح‌الله نوری (جانشین فرمانده نیروی زمینی)
- سرتیپ پاسدار محمدتقی اوصانلو (معاون هماهنگ‌کننده نیروی زمینی)
- سرتیپ پاسدار ولی‌الله معدنی (معاون عملیات نیروی زمینی)
- دریادار پاسدار علیرضا تنگسیری (فرمانده نیروی دریایی)
- دریادار پاسدار محمود فهیمی (جانشین فرمانده نیروی دریایی)
- دریادار پاسدار مرتضی زارع (معاون هماهنگ‌کننده نیروی دریایی)
- سرتیپ پاسدار سید حسین موسوی افتخاری (فرمانده نیروی هوافضا)
- ؟ (جانشین فرمانده نیروی هوافضا)
- سرتیپ پاسدار فریدون محمدی سقایی (معاون هماهنگ‌کننده نیروی هوافضا)
- سرتیپ پاسدار رضا شبان (فرمانده سابق پدافند هوایی نیروی هوافضا)[۵۲]
- سرتیپ پاسدار علی بلالی (مشاور عالی فرمانده نیروی هوافضا)
- سرتیپ پاسدار اسماعیل قاآنی (فرمانده نیروی قدس)
- سرتیپ پاسدار محمدرضا فلاح‌زاده (جانشین فرمانده نیروی قدس)
- سرتیپ پاسدار ایرج مسجدی (معاون هماهنگ‌کننده نیروی قدس)
- سرتیپ پاسدار محسن چیذری (معاون عملیات نیروی قدس)
- سرتیپ پاسدار مجید خادمی (رئیس سازمان اطلاعات)
- ؟ (جانشین رئیس سازمان اطلاعات)
- سرتیپ پاسدار مجید خادمی (رئیس سازمان حفاظت اطلاعات)
- سرتیپ پاسدار غلامرضا سلیمانی (رئیس سازمان بسیج مستضعفین)
- سرتیپ پاسدار سید قاسم قریشی (جانشین رئیس سازمان بسیج مستضعفین)
- سرتیپ پاسدار حسین معروفی (معاون هماهنگ‌کننده سازمان بسیج مستضعفین)
- سرتیپ پاسدار سعید فرجیان‌زاده (معاون هماهنگ‌کننده نمایندگی ولی فقیه در سپاه)
- سرتیپ پاسدار جواد استکی (فرمانده قرارگاه سیدالشهدا)
- سرتیپ پاسدار علی‌اکبر نوری (فرمانده پیشین قرارگاه صاحب‌الزمان)
- سرتیپ پاسدار مرتضی کشکولی (فرمانده قرارگاه صاحب‌الزمان)
- سرتیپ پاسدار جلیل بابازاده (فرمانده قرارگاه عاشورا)
- سرتیپ پاسدار علی شالیکار (فرمانده قرارگاه غدیر)
- سرتیپ پاسدار سید حسن مرتضوی (فرمانده قرارگاه قدس)
- سرتیپ پاسدار احمد خادم سیدالشهدا (فرمانده قرارگاه کربلا)
- سرتیپ پاسدار محمد مارانی (فرمانده قرارگاه مدینه منوره)
- سرتیپ پاسدار محمدنظر عظیمی (فرمانده قرارگاه نجف اشرف)
- سرتیپ پاسدار امان‌الله گشتاسبی (فرمانده قرارگاه حمزه سیدالشهدا)[۵۳]
- سرتیپ پاسدار قربان‌محمد اشعری (فرمانده قرارگاه ثامن‌الائمه)[۵۴]
- سرتیپ پاسدار حسین نجات (جانشین فرمانده قرارگاه ثارالله)
- سرتیپ پاسدار حسن حسن‌زاده (فرمانده سپاه محمد رسول‌الله تهران بزرگ)
- سرتیپ پاسدار حسن شاهوارپور (فرمانده سپاه ولی عصر خوزستان)
- سرتیپ پاسدار بهمن ریحانی (فرمانده سپاه نبی اکرم کرمانشاه)
- سرتیپ پاسدار سید هاشم غیاثی (فرمانده سپاه امام رضا خراسان رضوی)
- سرتیپ پاسدار احمد ذوالقدر (فرمانده سپاه سیدالشهدا)
- سرتیپ پاسدار مجتبی فداء (فرمانده سپاه صاحب‌الزمان اصفهان)
- سرتیپ پاسدار یدالله بوعلی (فرمانده سپاه فجر فارس)
- سرتیپ پاسدار احمد شفایی (فرمانده سپاه سلمان سیستان و بلوچستان)
- سرتیپ پاسدار سید صادق حسینی[۵۵] (فرمانده سپاه امیرالمؤمنین ایلام)[۵۶]
- دریادار پاسدار علی عظمایی (فرمانده منطقه پنجم دریایی امام باقر)[۵۷]
- سرتیپ پاسدار رحیم نوعی‌اقدم (فرمانده قرارگاه حضرت زینب نیروی قدس)[۵۸]
- سرتیپ پاسدار عوض شهابی‌فر (از فرماندهان نیروی قدس)[۵۹]
- سرتیپ پاسدار سید جواد غفاری (فرمانده سابق نیروهای ایرانی در جنگ داخلی سوریه)[۶۰]
- سرتیپ پاسدار بهرام حسینی مطلق (فرمانده دانشگاه فرماندهی و ستاد و نیز رئیس اداره عملیات امنیتی و انتظامی ستاد کل نیروهای مسلح)
- ؟ (فرمانده دانشگاه افسری و تربیت پاسداری امام حسین)
- سرتیپ پاسدار حسن رستگارپناه (رئیس مرکز ملی مطالعات امنیت پایدار دانشگاه جامع امام حسین)[۶۱]
- سرتیپ پاسدار عبدالرضا عابد (فرمانده قرارگاه سازندگی خاتم‌الانبیاء)
- سرتیپ پاسدار سید ضیاءالدین حزنی (دبیر قرارگاه محرومیت‌زدایی)[۶۲]
- سرتیپ پاسدار مصطفی ربیعی (جانشین فرمانده کل سپاه در قرارگاه پیشرفت و آبادانی)[۶۳]
- سرتیپ پاسدار سید امین‌الله امامی (مدیرعامل بنیاد تعاون)[۶۴]
- سرتیپ پاسدار اصغر صبوری (عضو هیئت مدیره بنیاد تعاون)
- سرتیپ پاسدار رمضان شریف (رئیس مرکز اسناد و تحقیقات دفاع مقدس)
- سرتیپ پاسدار جمال‌الدین آبرومند (رئیس گروه مشاوران فرمانده کل سپاه، رئیس هیئت عالی اندیشه‌ورزی سپاه و نیز دستیار رئیس مجلس در حوزه خدمت و پیشرفت)
- سرتیپ پاسدار مرتضی قربانی (مشاور عالی فرمانده کل سپاه)
- سرتیپ پاسدار حسین دقیقی (مشاور عالی فرمانده کل سپاه)
- سرتیپ پاسدار ابراهیم جباری (مشاور فرمانده کل سپاه)
- سرتیپ پاسدار محمدحسین صفار هرندی (مشاور فرمانده کل سپاه)
- سرتیپ پاسدار کمیل کهنسال (مشاور فرمانده کل سپاه)[۶۵]
- سرتیپ پاسدار نعمان غلامی (مشاور فرمانده کل سپاه)
- سرتیپ پاسدار احمد عبدالله‌زاده (مشاور فرمانده کل سپاه)[۶۶]
- سرتیپ پاسدار علی رزمجو (مشاور فرمانده کل سپاه)
- سرتیپ پاسدار محمد شیرازی (رئیس دفتر فرمانده کل قوا)
- سرتیپ پاسدار اکبر ابراهیم‌زاده (جانشین رئیس دفتر فرمانده کل قوا)[۶۷]
- سرتیپ پاسدار علی شمشیری (جانشینِ دستیار و مشاور عالی فرمانده کل قوا)
- ؟ (معاون هماهنگ‌کننده قرارگاه مرکزی خاتم‌الانبیا)
- سرتیپ پاسدار محمدجعفر اسدی (معاون بازرسی قرارگاه مرکزی خاتم‌الانبیا)
- دریادار پاسدار مرتضی صفاری (معاون نظارت و ارزیابی میدانی قرارگاه مرکزی خاتم‌الانبیا)
- سرتیپ پاسدار یعقوب زهدی (معاون امور تخصصی قرارگاه مرکزی خاتم‌الانبیا)
- سرتیپ پاسدار عبدالمحمد رئوفی‌نژاد (معاون؟[نیازمند شفاف‌سازی] قرارگاه مرکزی خاتم‌الانبیا)
- سرتیپ پاسدار محمود چهارباغی (رئیس دایره آموزش قرارگاه مرکزی خاتم‌الانبیا)
- سرتیپ پاسدار علی عبداللهی (معاون هماهنگ‌کننده ستاد کل نیروهای مسلح)
- سرتیپ پاسدار غلامرضا محرابی (معاون اطلاعات و امنیت ستاد کل نیروهای مسلح)[۶۸]
- سرتیپ پاسدار محمد مهدی‌نژاد نوری (معاون علوم، تحقیقات و فناوری ستاد کل نیروهای مسلح)
- سرتیپ پاسدار ابوالفضل شکارچی (معاون فرهنگی و تبلیغات دفاعی ستاد کل نیروهای مسلح و سخنگوی ارشد نیروهای مسلح)[۶۹]
- سرتیپ پاسدار فرج‌الله مرادی (معاون نیروی انسانی ستاد کل نیروهای مسلح)[۷۰]
- دریادار پاسدار اصغر صالح اصفهانی (فرمانده قرارگاه اقتصاد مقاومتی و همکاری‌های ملی و فراملی ستاد کل نیروهای مسلح)[۷۱]
- سرتیپ پاسدار علیرضا تمیزی‌فر (فرمانده قرارگاه تابان ستاد کل نیروهای مسلح)
- سرتیپ پاسدار ابوالقاسم شریفی (رئیس اداره ایثارگران ستاد کل نیروهای مسلح)[۷۲]
- سرتیپ پاسدار مسعود مطهر (رئیس اداره حقوقی، امور مجلس و دولت ستاد کل نیرو‌های مسلح)[۷۳]
- سرتیپ پاسدار ابوالقاسم بابائیان[۷۴] (رئیس اداره بازرسی و ایمنی ستاد کل نیر‌وهای مسلح)[۷۵]
- سرتیپ پاسدار سید یوسف مولایی (رئیس اداره تربیت و آموزش ستاد کل نیروهای مسلح)[۷۶]
- سرتیپ پاسدار فتح‌الله جعفری (مشاور رئیس ستاد کل نیروهای مسلح)[۷۷]
- سرتیپ پاسدار ابوالقاسم فروتن (رئیس حوزه ریاست ستاد کل نیروهای مسلح)
- سرتیپ پاسدار بهمن کارگر (رئیس بنیاد حفظ آثار و نشر ارزش‌های دفاع مقدس و مقاومت)
- سرتیپ پاسدار داود عامری (رئیس کمیته راهبردی سازمان ادبیات و تاریخ دفاع مقدس)[۷۸]
- سرتیپ پاسدار غلامرضا جلالی (رئیس سازمان پدافند غیر عامل کشور)
- سرتیپ پاسدار سید محمد باقرزاده (فرمانده کمیته جست‌وجوی مفقودین ستاد کل نیروهای مسلح)
- سرتیپ پاسدار امیر حیات‌مقدم (رئیس پژوهشکده امنیت ملی دانشگاه و پژوهشگاه عالی دفاع ملی و تحقیقات راهبردی)
- سرتیپ پاسدار علیرضا افشار (رئیس اندیشکده جنگ نرم دانشگاه و پژوهشگاه عالی دفاع ملی و تحقیقات راهبردی)
- سرتیپ پاسدار محمدنبی رودکی (مشاور رئیس پژوهشگاه علوم و معارف دفاع مقدس)[۷۹]
- سرتیپ پاسدار هادی مرادپیری (معاون هماهنگ‌کننده پژوهشگاه علوم و معارف دفاع مقدس)[۸۰]
- سرتیپ پاسدار عبدالله عراقی (رئیس پژوهشکده دفاع مقدس پژوهشگاه علوم و معارف دفاع مقدس)
- سرتیپ پاسدار نصرالله فتحیان (مدیرعامل مؤسسه بهداری رزمی دفاع مقدس و مقاومت)[۸۱]
- دریادار پاسدار علی‌اکبر احمدیان (دبیر شورای عالی امنیت ملی و رئیس مرکز مطالعات راهبردی)
- سرتیپ پاسدار سید علی حسینی تاش (معاون بررسی‌های راهبردی و عمومی دبیرخانه شورای عالی امنیت ملی)
- سرتیپ پاسدار احمد وحیدی (عضو حقیقی مجمع تشخیص مصلحت نظام)
- سرتیپ پاسدار قدیر نظامی‌پور (رئیس کمیسیون سیاسی، دفاعی و امنیتی دبیرخانه مجمع تشخیص مصلحت نظام)
- سرتیپ پاسدار حسین دهقان (رئیس بنیاد مستضعفان انقلاب اسلامی، مشاور فرمانده کل قوا در صنایع دفاعی)
- دریادار پاسدار عیسی گل‌وردی (معاون برنامه‌ریزی مرکز مطالعات توسعه سواحل مکران)
- سرتیپ پاسدار محمدحسین سپهر (فرمانده قرارگاه عملیاتی ستاد ملی مبارزه با کرونا)[۸۲]
- سرتیپ پاسدار سید مجید ابن‌الرضا (قائم‌مقام وزیر دفاع و پشتیبانی نیروهای مسلح)
- سرتیپ پاسدار سید حجت‌الله قریشی (قائم‌مقام سابق وزیر دفاع و پشتیبانی نیروهای مسلح)
- سرتیپ پاسدار سید مهدی فرحی (معاون آماد، امور صنعتی و تحقیقاتی وزیر دفاع و پشتیبانی نیروهای مسلح)
- سرتیپ پاسدار رضا طلائی‌نیک (معاون توسعه مدیریت و برنامه‌ریزی راهبردی وزیر دفاع و پشتیبانی نیروهای مسلح)
- سرتیپ پاسدار قاسم تقی‌زاده (دستیار وزیر دفاع و پشتیبانی نیروهای مسلح در امور فناوری)
- سرتیپ پاسدار رحیم یعقوبی (رئیس سازمان حفاظت اطلاعات وزارت دفاع و پشتیبانی نیروهای مسلح)
- سرتیپ پاسدار رضا مظفری‌نیا (رئیس سازمان پژوهش و نوآوری دفاعی)[۸۳]
- سرتیپ پاسدار شعبان تیلا (رئیس بازرسی وزارت دفاع و پشتیبانی نیروهای مسلح)
- سرتیپ پاسدار مصطفی محمدنجار (رئیس قرارگاه اقتصادی وزارت دفاع و پشتیبانی نیروهای مسلح)
- سرتیپ پاسدار علی‌اکبر پورجمشیدیان (معاون امنیتی و انتظامی وزیر کشور)
- سرتیپ پاسدار مجید بکایی (نمایندهٔ وزیر کشور در امور استان‌های کویری و محرومیت‌زدایی و نیز دبیرکل دانشگاه و پژوهشگاه عالی دفاع ملی و تحقیقات راهبردی)
- سرتیپ پاسدار علی‌اصغر گرجی‌زاده (مشاور حقوقی رئیس بنیاد شهید و امور ایثارگران)[۸۴]
- سرتیپ پاسدار حمید اصلانی (رئیس مرکز حراست مجلس شورای اسلامی)
- سرتیپ پاسدار سید مجید میراحمدی (معاون سابق امنیتی و انتظامی وزیر کشور)
- دریادار پاسدار احمد محمدی‌زاده (استاندار سابق بوشهر)
- سرتیپ پاسدار یعقوب‌علی نظری (استاندار سابق خراسان رضوی)

## فراجا
- سرتیپ پاسدار احمدرضا رادان (فرمانده کل انتظامی)
- سرتیپ پاسدار قاسم رضایی (جانشین فرمانده کل انتظامی)
- سرتیپ پاسدار حمیدرضا اشراق (معاون هماهنگ‌کننده)[۸۵]
- سرتیپ پاسدار محمد شرفی (جانشین معاون هماهنگ‌کننده)[۸۶]
- سرتیپ پاسدار حسن کرمی (معاون عملیات)[۱]
- سرتیپ پاسدار هابیل درویشی (معاون مهندسی و پدافند غیرعامل)
- سرتیپ پاسدار حبیب‌الله جان‌نثاری (معاون تربیت و آموزش)
- سرتیپ احمد دولتخواه (معاون فناوری اطلاعات و ارتباطات)
- سرتیپ پاسدار محمد قصری (معاون علوم، تحقیقات و فناوری)[۸۷]
- سرتیپ پاسدار یحیی محمودزاده (معاون طرح و برنامه بودجه)[۸۸]
- سرتیپ پاسدار ابراهیم کریمی (معاون نیروی انسانی)
- سرتیپ پاسدار مهدی معصوم‌بیگی (رئیس بازرسی کل)[۱]
- سرتیپ احمدعلی گودرزی (فرمانده مرزبانی)[۱]
- سرتیپ پاسدار مسعود مصدق (فرمانده یگان‌های ویژه)[۸۹]
- سرتیپ محمد قنبری (رئیس پلیس آگاهی)
- سرتیپ پاسدار علی مؤیدی (رئیس پلیس پیشگیری)[۹۰]
- سرتیپ وحید مجید (رئیس پلیس فتا)
- سرتیپ پاسدار حسین رحیمی (رئیس پلیس امنیت اقتصادی)[۹۱]
- سرتیپ پاسدار غلامرضا رضائیان (رئیس سازمان اطلاعات)
- سرتیپ پاسدار محمد بابایی (رئیس سابق سازمان اطلاعات)
- سرتیپ پاسدار محسن فتحی‌زاده (رئیس سازمان حفاظت اطلاعات)
- سرتیپ پاسدار لطفعلی بختیاری (رئیس مرکز مطالعات راهبردی)[۱]
- سرتیپ پاسدار رهام‌بخش حبیبی (فرمانده انتظامی استان فارس)[۹۲]
- سرتیپ پاسدار محمدکاظم تقوی (فرمانده انتظامی استان خراسان رضوی)
- سرتیپ پاسدار محمدرضا اسحاقی (فرمانده انتظامی استان سیستان و بلوچستان)[۱]
- سرتیپ پاسدار عباسعلی محمدیان (فرمانده انتظامی تهران بزرگ)
- سرتیپ پاسدار تقی مهری (معاون هماهنگ‌کننده سازمان عقیدتی سیاسی فراجا)
- سرتیپ پاسدار محمدعلی نوری‌نژاد (مشاور فرمانده کل انتظامی و فرمانده قرارگاه مقابله با سرقت)[۸۵]
- سرتیپ پاسدار اسماعیل احمدی مقدم (رئیس دانشگاه و پژوهشگاه عالی دفاع ملی و تحقیقات راهبردی)
- سرتیپ پاسدار ایوب سلیمانی (معاون طرح و برنامه و بودجه ستاد کل نیروهای مسلح)[۶]
- سرتیپ پاسدار محمدجواد زاده‌کمند (معاون نیروی انسانی ستاد کل نیروهای مسلح و فرمانده قرارگاه مرکزی مهارت‌آموزی کارکنان وظیفه نیروهای مسلح)
- سرتیپ پاسدار محمود تشکری (رئیس دبیرخانه اشراف کلی ستاد کل نیروهای مسلح)[۹۳]
- سرتیپ پاسدار حسین اشتری (مشاور رئیس ستاد کل نیروهای مسلح در امور فراجا)
- سرتیپ پاسدار عبدالله محمودزاده (رئیس اندیشکده سیاسی امنیتی انقلاب اسلامی)[۹۴]
- سرتیپ پاسدار حسین ذوالفقاری (مشاور رئیس‌جمهور و دبیرکل ستاد مبارزه با مواد مخدر)[۹۵]
- سرتیپ پاسدار محمد زارعی[۱] (معاون مقابله با عرضه و امور بین‌الملل ستاد مبارزه با مواد مخدر[۹۶])
- سرتیپ پاسدار اسکندر مؤمنی (وزیر کشور، جانشین فرمانده کل قوا در امور فراجا)
- سرتیپ پاسدار حسین ساجدی‌نیا (معاون وزیر کشور و رئیس سازمان مدیریت بحران کشور)
- سرتیپ پاسدار سید کمال هادیانفر[۱] (مشاور وزیر کشور و رئیس دفترِ جانشین فرمانده کل قوا در امور فراجا)
- سرتیپ پاسدار سید ابوالحسن بتولی
- سرتیپ محمد سهرابی (مشاور فرمانده کل قوا در امور فراجا)[۹۷]